# Yasser Al-Shahrani
Yasser bin Gharsan bin Saeed Al-Mohammadi Al-Shahrani (en arabe : ياسر بن غرسان بن سعيد المحمدي الشهراني), né le 25 mai 1992 à Dammam, est un footballeur international saoudien, évoluant au poste d'arrière gauche à Al-Qadsiah FC.

## Carrière

### En club
Al-Shahrani commence sa carrière à Al-Qadisiya. 
En 2012, Al-Shahrani signe avec Al-Hilal, et remporte son premier trophée professionnel, à savoir la Coupe d'Arabie saoudite, lors de sa première saison dans cette nouvelle équipe.

### En équipe nationale
Il est sélectionné en équipe d'Arabie saoudite des moins de 20 ans. Il participe d'ailleurs à la Coupe du monde des moins de 20 ans 2011 et inscrit un but face au Guatemala. L'Arabie saoudite est éliminée au stade des huitièmes de finale.
Le 11 novembre 2022, il est sélectionné par Hervé Renard pour participer à la Coupe du monde 2022.

## Palmarès
- Vainqueur de la Coupe d'Arabie saoudite en 2013 avec Al-Hilal